# アンネリーズ・コバーガー
アンネリーズ・コバーガー（Annelise Coberger、1971年9月16日 - ）は、ニュージーランドのアルペンスキー選手である。
彼女はクライストチャーチで生まれ、1992年アルベールビルオリンピックのアルペンスキー競技の女子回転で銀メダルを獲得し、南半球出身者として初めて冬季オリンピックのメダリストとなった。1994年リレハンメルオリンピックにも出場したが、女子回転で途中棄権した。
また、彼女は1992年のアルペンスキー・ワールドカップでも女子回転で優勝した。コバーガーはオリンピックでメダルを獲ってから数年後には、競技の第一線から引退し、その後警察官となった。
南半球初の金メダルはスティーブン・ブラッドバリーである。